# Neófito VIII de Constantinopla
Neófito VIII (1832-1909), fue Patriarca de Constantinopla desde el 8 de noviembre de 1891 hasta el 6 de noviembre de 1894.
| Predecesor: Dionisio V | Patriarca de Constantinopla 1891 – 1894 | Sucesor: Antimo VII |

- Datos: Q2593353
- Multimedia: Neophytos VIII of Constantinople / Q2593353